# Cymothoe mariae
Cymothoe mariae är en fjärilsart som beskrevs av Abel Dufrane 1945. Cymothoe mariae ingår i släktet Cymothoe och familjen praktfjärilar. Inga underarter finns listade i Catalogue of Life.